# Джоел Глейзер
Джо́ел Гле́йзер (англ. Joel Glazer; народився в Рочестрі) — американський бізнесмен і співвласник спортивних команд, член сім'ї Глейзерів. 
Син Макольма Глейзера. Власник холдингу First Allied Corporation, який об'єднує різноманітні бізнеси, в перше чергу в сфері харчової промисловості, а також співвласник англійського футбольного клубу «Манчестер Юнайтед» і клубу Американської Національної футбольної ліги (НФЛ) «Тампа Бей Баккенірс» з міста Тампа в Флориді, США.

## Біографія
Джоел Глейзер народився в єврейській сім'ї Малкольма і Лінди Глейзер. Малкольм Глейзер — американський міліардер. У Джоела є чотири брати (Аврам, Кевін, Брайан і Едвард) і сестра, Дарсі.
В 1989 році закінчив Американський університет в Вашингтоні.
Джоел, разом з Брайаном і Едвардом є віце-президентом в First Allied.
Разом з Аврамом Глейзером є співголовою футбольного клубу «Манчестер Юнайтед».
Одружений, має двох дітей.